# روگر تالروت (کشتی‌گیر)
روگر تالروت (سوئدی: Roger Tallroth؛ زادهٔ ۲۸ اوت ۱۹۶۰) کشتی‌گیر اهل سوئد بود.